# 松原神社 (尼崎市)
松原神社（まつばらじんじゃ）は、兵庫県尼崎市浜田町にある神社。

## 祭神
- 素盞嗚命 - 主祭神
- 崇徳天皇、三輪明神 - 配祀神[1]

## 現地情報

### 所在地
- 兵庫県尼崎市浜田町1丁目6[2]

### 交通
- 阪神武庫川駅・JR立花駅から市バス路線番号30・60番乗車、バス停「浜浦町」下車 徒歩5分ほど[2]